# Hartwig Löger
Hartwig Löger (Selzthal, 1965. július 15. –) osztrák üzletember és néppárti politikus, pénzügyminiszter és egy hétig Ausztria kancellárja.

## Életpályája
Löger 1965-ben született Stájerországban, közgazdászként végezve a biztosítási szférában dolgozott. 1989 és 1996 között az Allianznál helyezkedett el Stájerországban, majd a Grazer Wechselseitige-nél, míg a kétezer-tízes években az Uniqa Österreich és az osztrák Sportunió vezetője volt. 2017-ben nevezte ki Sebastian Kurz az osztrák kormány pénzügyminiszterének. 2019 májusában, a Strache-botrányt követően megbukott a kabinet, s a távozó Kurz helyett ügyvezető kancellári minőségben átvette a kormány vezetését. Hivatalát néhány nappal később átadta a szakértőkből álló ügyvivő kormány vezetésére kijelölt Brigitte Bierleinnek.